# Diecezja Przemienienia Pańskiego w Nowosybirsku
Diecezja Przemienienia Pańskiego w Nowosybirsku łac. Dioecesis Neosibiriana Transfigurationis; ros. Преображенская епархия в Новосибирске – archidiecezja Kościoła rzymskokatolickiego w Rosji. 

## Historia
13 kwietnia 1991 bullą papieską Iam pridem Decesso z terytorium wydzielonego z diecezji władywostockiej i archidiecezji mohylewskiej powstała Administratura apostolska Syberii, której pierwszym administratorem apostolskim został Joseph Werth. 
W 1999 nastąpił podział administratury na część Zachodnią - ze stolicą w Nowosybirsku oraz część Wschodnią ze stolicą w Irkucku. Ordynariuszem Administratury Południowej został mianowany polski misjonarz, werbista  - Jerzy Mazur.
11 lutego 2002 Jan Paweł II bullą papieską Animarum bonum podniósł administraturę do rangi diecezji nadając jej nazwę Diecezja Przemienienia Pańskiego w Nowosybirsku. 

## Ordynariusze
- bp Joseph Werth - (2002 - nadal)